# Wentzky (Adelsgeschlecht)

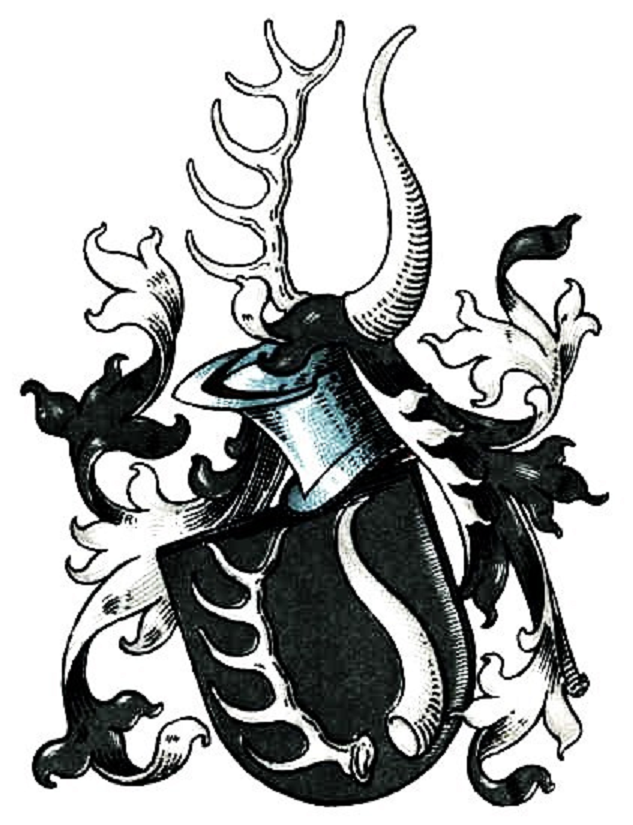
Stammwappen derer von Wentzky

Wentzky, auch Wensky oder Wentzki sowie Wentzky und Petersheyde, ist der Name eines im Mannesstamm erloschenen schlesischen Adelsgeschlechts, der seit 1965 in kognatischer Linie mit dem Zunamen Fürer weitergeführt wird.

## Geschichte

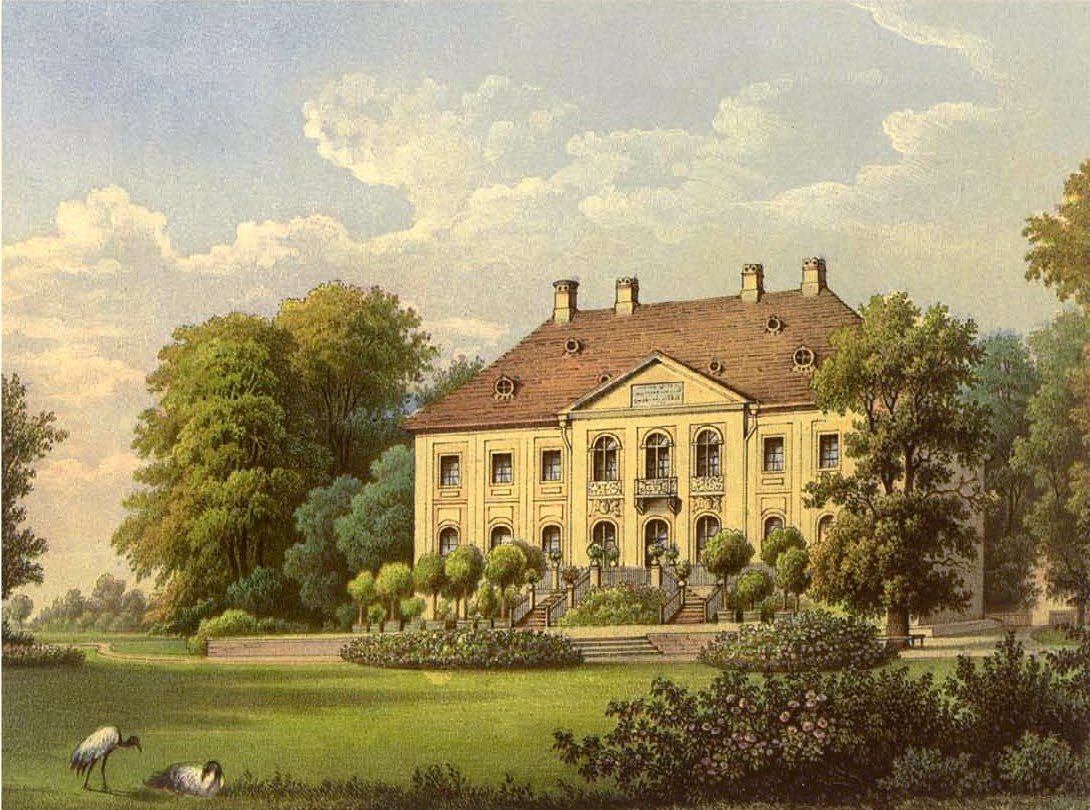
Schloss Mückenberg um 1860 (Sammlung Alexander Duncker) war 1895–1904 im Familienbesitz

Die Familie von Wentzky erscheint mit Matthias Wencki im Jahre 1476 zuerst urkundlich. Älterer Literatur folgend beginnt die gesicherte Stammreihe jedoch bereits mit Matz von Wentzky im Jahr 1346. Andere ältere Literatur leitet sie von den alten Grafen von Biberstein her. Nach ihrem Stammgut Petersheide bei Friedewalde im Fürstentum Neisse entlehnt das Geschlecht seinen Beinamen. Dieses kam am Ende des 15. Jahrhunderts durch Katharine Adolphine von Petersheide, Gemahlin des Georg von Wentzky auf Mahlendorf, in seinen Besitz.
Der Fürstentag von 1554 beschloss, das schlesische Ritterrecht aufzeichnen zu lassen. Der fürstlich liegnitz-briegische Rat Georg Wentzky von Petersheyda († 1590) schrieb dann seinen Traktat über das schlesische Ritterrecht und Ehrengericht, einen Versuch der Zusammenfassung und Vereinheitlichung der für den Adel geltenden Regeln, der aber erst 1615 veröffentlicht wurde.
Weiterer Gutsbesitz in Schlesien bestand zeitweise zu Barzdorf, Beerwalde, Klein Briesen, Chursanwitz, Danchwitz, Glambach, Grünheide, Heinzendorf, Krausenau, Krippitz, Kummelwitz, Klein Lauden, Lorzendorf, Mahlendorf, Maßwitz, Mückendorf, Neusorge, Niklasdorf, Noldau, Olbendorf, Obereck, Peterwitz, Plohe, Plohmühl, Ober- und Nieder Reichen, Rogau, Rosenau, Ruppersdorf, Sackerau, Schbrunn, Schollendorf, Schweinebraten, Groß Schweinern, Seifersdorf, Steinersdorf, Tschanschwitz, Ulsche, Wammen und Groß Wilkawe.
Mit dem Erlöschen des Mannesstammes der Familie um die Mitte des 20. Jahrhunderts vereinigte Wilmar Fürer, Bankkaufmann in Kassel, seinen Namen mit dem der Wentzky und Petersheyde zu Wentzky und Petersheyde-Fürer. Die Namensänderung wurde durch Erlass des hessischen Ministeriums des Innern in Wiesbaden am 4. März 1965 autorisiert und durch den Ausschuss für adelsrechtliche Fragen des Deutschen Adelsverbände Marburg am 10. Oktober 1966 nicht beanstandet. Eine Wappenvereinigung beider Familien erfolgte 1967.

## Wappen

Wappen Rogala

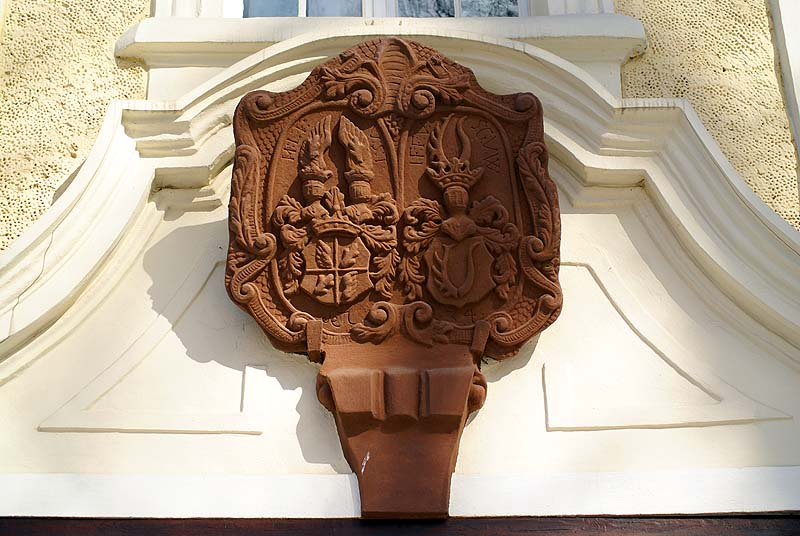
Wappenrelief bei Schloss Heinzendorf (Bagno), Niederschlesien

Das Stammwappen ist der Wappengenossenschaft Rogala angelehnt. In Schwarz rechts ein aufgerichtetes silbernes Stierhorn, links eine aufgerichtete sechsendige Hirschstange. Auf dem Helm mit schwarz-silbernen Decken die Schildfiguren.
Das Wappen Wentzky und Petersheyde-Fürer (1967) zeigt in Schwarz rechts ein aufgerichtetes Wisenthorn (Wentzky), links einwärts gekehrt einen silbernen Kranichkopf mit Hals und Rumpfteil (Fürer). Auf dem Helm mit schwarz-silbernen Decken rechts das Wisenthorn und links eine sechsendige Hirschstange.

## Angehörige
- Mathias von Wentzky und Petersheyde († 1560), Weihbischof in Breslau und Landeshauptmann des Fürstentums Neisse
- Karl Franz Neander von Petersheide (1662–1693), Weihbischof in Breslau und Titularbischof von Nicopolis
- Hans Ernst von Wentzky und Petersheyde (1700–1779), preußischer Landrat
- Hans Friedrich von Wentzky und Petersheyde (Landrat, 1726), (* 1726; † nach 1805), Landrat des Kreises Ohlau (1781–1805)
- George Friedrich von Wentzky und Petersheyde (1730–1790), Landrat der Kreise Münsterberg (1767–1779) und Strehlen (1779–1790)
- Hans Friedrich von Wentzky und Petersheyde (Landrat, 1763), (1763–1851), Landrat des Kreises Namslau (1805–1806)
- Ernst Friedrich von Wentzky und Petersheyde (1767–1852), preußischer Landrat im Landkreis Münsterberg
- Albin von Wentzky (Landrat) (1804–1849), preußischer Landrat 1818–1848 im Kreis Münsterberg und 1848–1849 im Kreis Namslau
- Albin von Wentzky (General) (1860–1917), preußischer General der Kavallerie